# Àlex Martínez (Fußballspieler, 1987)
Alexandre Ruben „Àlex“ Martínez Gutierrez (* 4. März 1987 in Andorra la Vella) ist ein ehemaliger andorranischer Fußballnationalspieler.
Martínez debütierte am 29. Mai 2010 in einem Freundschaftsspiel gegen die Auswahl Islands. Dieses ging mit 0:4 Toren im isländischen Reykjavík verloren. Auf Vereinsebene spielte er lange Zeit beim FC Santa Coloma.